# Nickhake

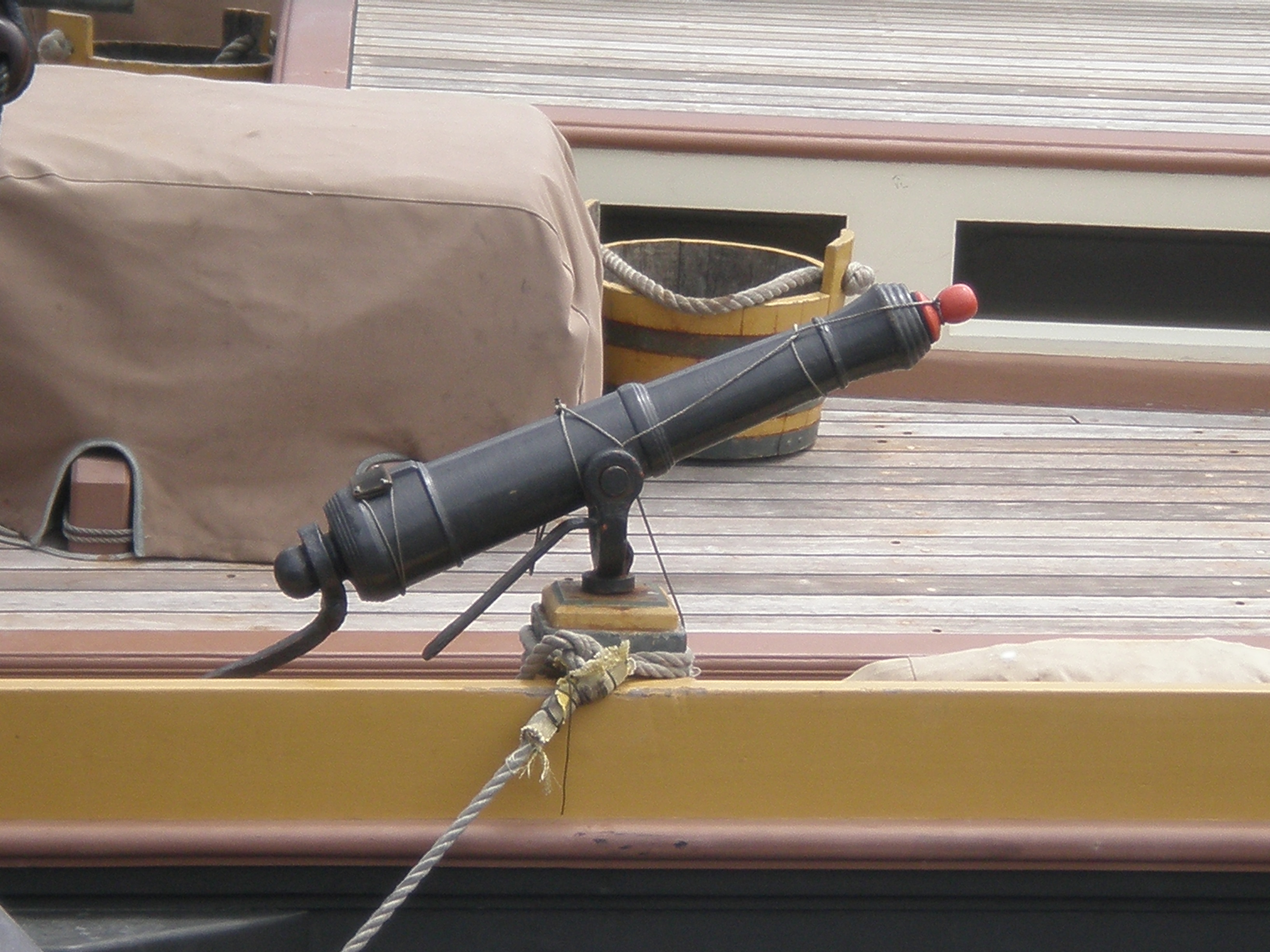
Nickhake (engelska: swivel gun) monterad på skeppet Lynx

Nickhake även mickhake, nicka eller micka är en, slätborrad, mindre mynningsladdningskanon om 2 till 2,5 tums (49 till 62 mm, enligt svensk tum) kaliber som förr användes på smärre krigsfartyg.  Nickorna låg i så kallade nickelådor, som genom en vertikal bult eller axel var förenade med relingen på fartygssidan varigenom all rekyl förhindrades. Under 1500-talet omtalas de i Sverige även som nickehakar, skeppshakar och tellehakar. 
Ofta bestyckades fartygets slup eller skeppsbåt med en nicka då man landsteg på okänd kust.